# Doratulina solitaris
Doratulina solitaris är en insektsart som beskrevs av Melichar 1903. Doratulina solitaris ingår i släktet Doratulina och familjen dvärgstritar. Inga underarter finns listade i Catalogue of Life.